# Acnistus
Acnistus – rodzaj roślin z rodziny psiankowate (Solanaceae). W niektórych źródłach traktowany jest jako takson monotypowy, obejmujący tylko gatunek Acnistus arborescens (L.) Schltdl. Według innych, do rodzaju zaliczane są dwa gatunki. Zasięg rodzaju obejmuje Antyle i rozległy obszar na południe od Meksyku po równikową Amerykę Południową.

## Morfologia
Krzewy lub małe drzewa. Liście pojedyncze, całobrzegie i zwykle owłosione, ułożone skrętolegle. Kwiaty osadzone są na długich szypułkach. Kielich jest dzwonkowaty, 5-działkowy. Korona biała, zrosłopłatkowa, rurkowata, 5-klapowa. Pręcików jest 5. Zalążnia jest dwukomorowa.